# Kings League

Logo dell’organizzazione

Kings League è un format di tornei di calcio a 7 nato in Spagna nel 2022 su iniziativa dell'ex-calciatore Gerard Piqué e dello streamer Ibai Llanos, e organizzata dal fondo di investimento Kosmos Holding. Il format aggiunge elementi tratti dall'ambiente videoludico a quelle tradizionali del calcio con l'obiettivo di aumentare la spettacolarità e imprevedibilità delle partite e avvicinare il pubblico più giovane. Oltre al torneo originario in Spagna sono presenti leghe in sud e centro America (Américas Kings League), in Italia (Kings League Italy), in Brasile (Kings League Brazil), in Francia (Kings League France), in Germania (Kings League Germany) e in Arabia Saudita (Kings League MENA).
Le partite di Kings League sono disponibili in diretta gratuitamente tramite live streaming nei canali ufficiali della lega di Kick, Twitch, YouTube e TikTok. Per aumentare il coinvolgimento del pubblico giovane, sono stati selezionati come presidenti delle squadre streamer online di successo, che trasmettono le partite sui loro canali ufficiali svolgendo anche il ruolo di telecronisti mentre il loro volto compare in un riquadro sullo schermo. Con il crescente successo del format, i tornei hanno iniziato ad essere trasmessi anche televisivamente; la Kings League World Cup Nations che si è svolta a gennaio 2025 è stata trasmessa da diversi network televisivi: CBS Golazo Network per gli Stati Uniti, ESPN e Disney+ per l'America Latina, Sky Sport per l'Italia, MBC e SSC in Medio Oriente e Nord Africa, e DAZN per Giappone e Australia.

## Format
I tornei sono organizzati in girone all'italiana, e tutte le partite di ogni giornata vengono giocate consecutivamente sullo stesso campo. In modo da contenere i tempi la durata di ogni partita è limitata a 40 minuti di tempo effettivo. Dopo il girone il torneo prevede una fase a play-off che si conclude con una final-four, solitamente giocata all'interno di uno stadio oppure di un palazzetto.
Le squadre iscritte al torneo sono formate da giocatori dilettanti che vengono scelti attraverso un sistema draft e scambi basato su quello degli sport nordamericani. Per la stagione inaugurale di ogni lega viene organizzato un draft, aperto a tutti previa registrazione sul sito, da cui poi le squadre selezionano i propri giocatori. Al draft della prima edizione di Kings League Spain, tenutosi il 27 dicembre 2022, si sono presentate oltre undicimila persone. Ogni squadra può avere nel roster 12 giocatori di cui 10 selezionati tramite draft, mentre gli ultimi due posti sono riservati a giocatori ospiti, di solito ex-calciatori o streamer. Il dodicesimo giocatore può cambiare ogni giornata, mentre l'undicesimo resta con la squadra per l'intera stagione.
Per le stagioni successive alla prima il mercato si svolge durante un periodo di tempo limitato (inizialmente un giorno, poi una settimana) durante il quale ogni squadra può comporre la rosa scegliendo dei nuovi giocatori al draft o acquistandoli da altre squadre. Ogni squadra ha a disposizione un importo fisso di "Euro virtuali" (100 milioni) da utilizzare per il mercato. 
Il numero di giocatori nel roster è stato aumentato a 14, con il "dodicesimo giocatore" sostituito dalle wild cards, che sono tre e permettono alle squadre di ingaggiare tre giocatori-ospiti, che possono essere o meno ingaggiati per tutta la stagione o anche cambiare di squadra durante lo split, tranne che nei play-off e nei play-in.
Il concetto delle wild card' è stato poi modificato e ampliato nei primi mesi del 2025, con l'introduzione di tre nuove carte:
- Carta Élite: che permette l'inserimento nel roster di un giocatore di prima divisione.[17]
- Carta Leggenda: che permette di ingaggiare un giocatore emblematico, una "leggenda".[17]
- Carta Guest Star: che permette di ingaggiare personaggi pubblici, anche non legati al mondo del calcio.[17]

Sempre nel 2025, nel mese di marzo, sono stati introdotti i prestiti internazionali, con le squadre che possono accordarsi per il prestito di un giocatore per una o più giornate per le partite valide per gli split, ma non per i play-in e i play-off. Il primo scambio si è concretizzato nello stesso mese con Matteo Perrotti, italiano dello Zeta FC, che è stato prestato per una gara agli spagnoli dell'Ultimate Móstoles.

## Regolamento
Le regole originarie della Kings League sono state create attraverso un votazione svolta a dicembre 2022 sul canale twitter della competizione. Dopo la prima edizione sono state riviste e al 2025 le regole sono:
- Il tempo di gioco è diviso in due tempi da 20 minuti di gioco effettivo.
- In caso di parità, la partita viene decisa con una serie di shoot-out.
- La regola del fuorigioco è identica a quella del calcio a 11.
- Le rimesse laterali vengono eseguite con le mani.
- Le sostituzioni sono illimitate.
- Un cartellino giallo comporta una sospensione di due minuti, mentre un cartellino rosso comporta l'espulsione del giocatore, con la possibilità di essere sostituito con un altro giocatore entro cinque minuti.
- Il calcio d'inizio vede due giocatori partire 1 contro 1 da fondo campo per conquistare il pallone, similmente a quanto accade nella pallanuoto.
- I numeri di maglia devono essere compresi fra 0 e 99.

A queste regole ne sono state successivamente aggiunte altre con l'obiettivo di rendere il gioco più spettacolare: 
- Al 18º minuto viene lanciato un dado dagli spalti che stabilisce quanti giocatori rimangono in campo per ogni squadra sino alla fine del primo tempo. A seconda del risultato la partita si può trasformare in un 3 contro 3, 2 contro 2 sino ad arrivare ad un 1 contro 1 (sempre con i portieri in campo).[1]
- Per aumentare l'incertezza, dopo il 38º minuto di ogni partita, se una delle due squadre è in vantaggio, ogni gol segnato vale doppio. In caso di parità entra in vigore la regola del golden goal, che garantisce la vittoria alla prima squadra che segna.[1]

### Secret card
Dal 2023 a inizio gara ogni squadra pesca una carta che può essere utilizzata durante il secondo tempo sino al 38º minuto, detta secret card. Le carte disponibili sono sei:
- Rigore – Un automatico calcio di rigore.
- Shoot-out – Uno scenario di rigore dove il giocatore inizia dal centrocampo e ha uno scontro 1 contro 1 con il portiere della squadra opposta. Il giocatore deve tirare entro 5 secondi ma effettuare quanti più movimenti possibili fino a 5 secondi dall'inizio dello scontro e il momento del tiro. Come detto, gli shoot-out per evitare i pareggi usano anch'essi questo formato.
- Gol doppio – Per la squadra che gioca la carta i propri gol valgono doppio per i successivi 4 minuti, esclusi i rigori presidenziali.
- Sospensione – La squadra che gioca questa carta può rimuovere un giocatore della squadra avversaria dal campo per 4 minuti.
- Star Player – La squadra che gioca questa carta può designare un proprio giocatore come Star Player, evidenziato da una fascia simile a quella del capitano, il primo gol di questo giocatore sino al 38º minuto vale doppio.
- Joker – La squadra può attivare una delle altre carte o in alternativa cancellare o rubare la carta dell'altra squadra.

Oltre alle carte ogni squadra ha a disposizione un "rigore presidenziale" che può essere richiesto in qualsiasi momento della partita e viene tirato dal presidente, se il presidente non è presente in arena o non desidera tirare il rigore, un giocatore della squadra tirerà uno shoot-out.

## Competizioni organizzate

### Kings League Spain
La Kings League Spain è stata la prima lega a nascere, nel 2022. La prima edizione del torneo si è tenuta a Barcellona e ha ottenuto una media di 450000 spettatori nella prima fase, con picchi di 780000 spettatori. Nei round successivi, le visualizzazioni hanno continuato a crescere significativamente raggiungendo un picco di 1,3 milioni di spettatori. Le final four del torneo, che si son tenute al Camp Nou, hanno avuto oltre 92000 spettatori e 2 milioni di spettatori in streaming. Gli ascolti sono poi saliti a oltre 15 milioni durante la seconda edizione.
Il 24 febbraio 2023 è stata presentata la Queens League, una competizione femminile a cui partecipano tutte le squadre di Kings League. Il torneo si gioca il sabato, per non sovrapporsi alle gare di Kings League che si svolgono la domenica. Oltre alle due leghe, la Kings League Spain ha organizzato altre competizioni fra cui la Kings Cup che si è svolta dal 10 settembre al 14 ottobre 2023, il torneo giovanile Prince Cup che si gioca in estate, e la Kingdom Cup, una competizione mista delle squadre Kings e Queens League nelle quali le squadre Kings League giocano un tempo della partita, e le squadre Queens League giocano l'altro tempo.
Fra i presidenti presenti nella competizione, oltre ai vari streamer spagnoli, figurano Iker Casillas con gli 1K FC e Sergio Agüero con i Kunisport. Quest'ultimo e il suo team hanno partecipato alla lega fino al primo split del 2025, dopo il quale hanno deciso di andare a competere nell'Américas Kings League, venendo sostituiti dai La Capital CF di Lamine Yamal.

La finale dei play-off del primo split del 2025, come annunciato il 14 aprile, si è tenuta all'Inalpi Arena di Torino il 22 maggio, assieme alla finale francese e a quella italiana. Il risultato finale ha visto vincitori gli Ultimate Mostoles agli shootout contro i Los Troncos , con un risultato di 4 a 4 nei minuti regolamentari e di 4 a 3 negli shootout.

### Américas Kings League

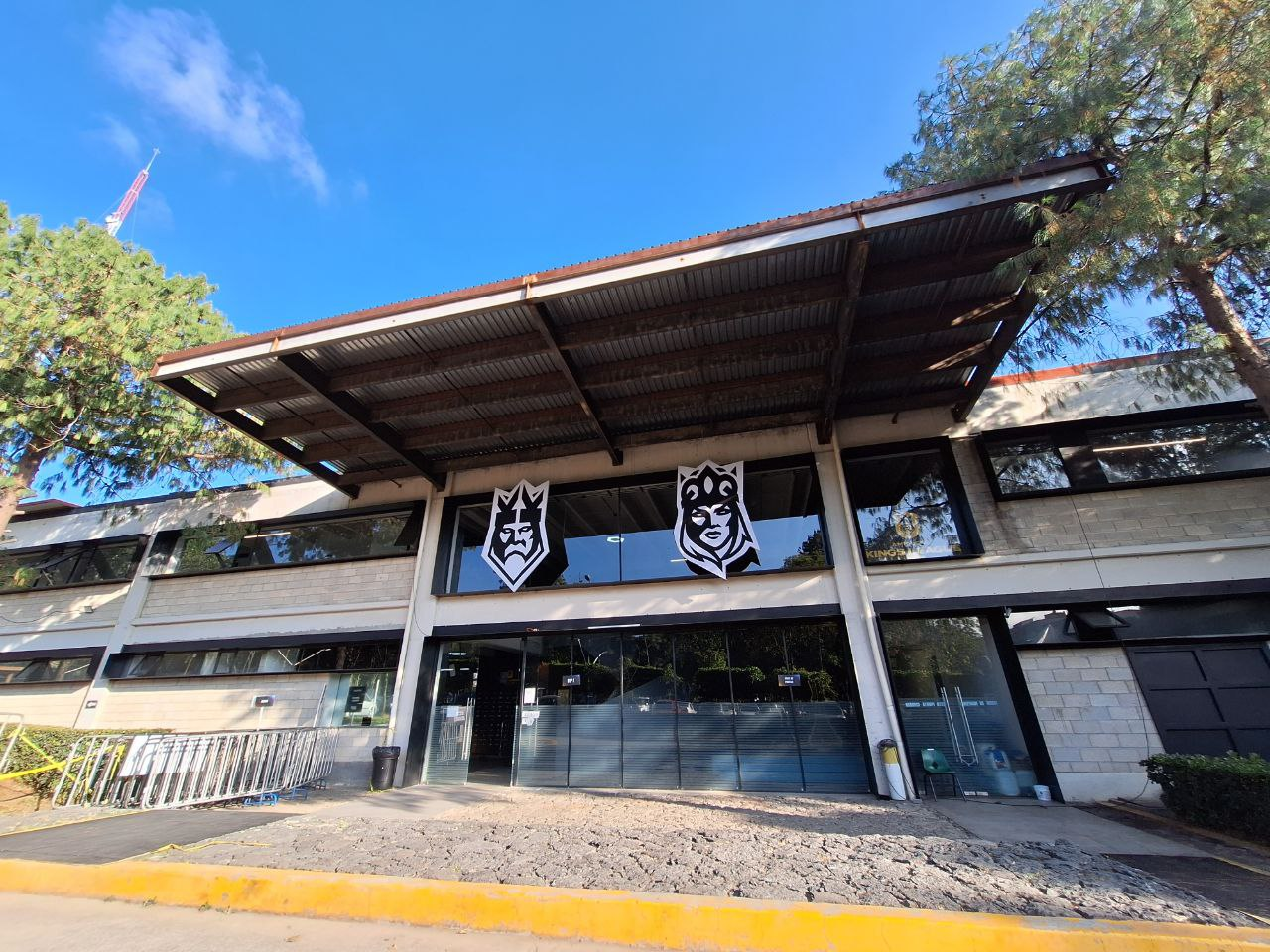
LEl Domo, sede delle partite degli split di Américas KL.

Dopo l'annuncio nel marzo 2023 da parte di Oriol Querol della volonta di ampliare la Kings League al di fuori del territorio spagnolo e l'annuncio, nel luglio successivo, da parte dello stesso Querol della prima lega extra-europea, il 25 ottobre è stata presentata ufficialmente la Américas Kings League, Ad essa vi partecipano 12 club provenienti da Messico, Uruguay, Colombia, Argentina, Repubblica Dominicana e Stati Uniti; anche in questo caso esiste sia la lega maschile (Kings) che quella femminile (Queens). La sede della lega è Città del Messico, che ha ospitato la competizione con due impianti diversi: i Quarry Studios per il primo split e l'El Domo Kings & Queens League, ubicato all'interno dell'Universidad Intercontinental, in uso dal secondo split. Le finali della competizione vengono giocate allo Stadio Nemesio Díez di Toluca; mentre tra i presidenti figurano il colombiano James Rodríguez e il messicano Javier Hernández.

### Kings League Italy

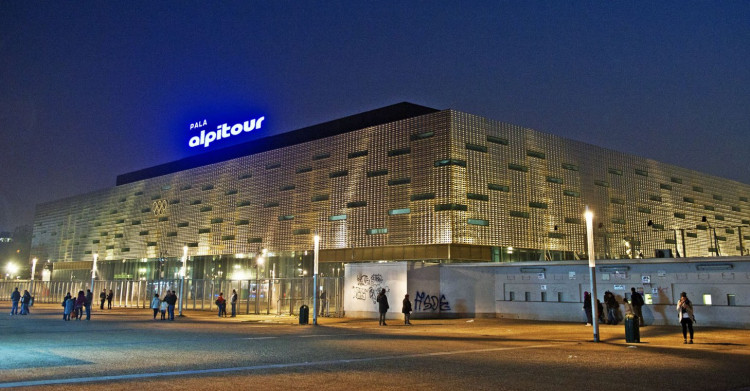
L'Inalpi Arena, sede della prima finale del torneo italiano

La prima edizione di Kings League Italia (Kings League Lottomatica.sport Italy per motivi di sponsorizzazione) è stata presentata il 18 novembre 2024 a Torino: vi prendono parte 12 squadre capitanate da streamers, personaggi dello spettacolo e figure del calcio a 11, fra cui figurano Fedez, presidente della squadra Boomers, assieme al suo vice, Luciano Moggi, e Luca Toni, co-presidente della FC Zeta. Il presidente della lega è l'ex calciatore Zlatan Ibrahimović, mentre Claudio Marchisio è l'head of competition. Tra i giocatori spiccano Francesco Caputo per i TRM FC, Radja Nainggolan, Emiliano Viviano e Marek Jankulovski per gli FC Caesar, Diego Perotti e Daniele Cacia per i Boomers, Hachim Mastour per la FC Zeta, Hernanes per i Punchers FC, ed in fine Leandro Casapieri, campione europeo 2023 e vice-campione del mondo 2024 di beach soccer, per gli Underdogs FC.

Il campionato, sponsorizzato da Lottomatica, ha preso il via il 3 febbraio 2025, con le gare che si svolgono il lunedì presso la Fonzies Arena di Milano e sono trasmesse live sulle reti Sky e sui canali Twitch della lega italiana e dei presidenti.
Le finali del primo split sono state annunciate il 17 marzo, previste durante la cosiddetta Global Playoff Week dal 9 al 12 maggio e con finale all'Inalpi Arena di Torino, che si è disputata il 22 dello stesso mese, dove i TRM FC si sono imposti per 10 a 2 contro gli Zeta FC, diventando i vincitori della prima edizione di Kings League Italia. 
Il 14 aprile invece è stato annunciato che anche le altre finali europee (Spagna e Francia) si sarebbero disputate il 22 maggio a Torino, assieme alla finale italiana.

### Kings League Brazil
La Kings League Brazil è stata dapprima annunciata nel febbraio 2023, salvo poi essere annunciata ufficialmente nel febbraio 2025, con data di inizio il 29 marzo 2025, 10 squadre partecipanti e i Banijay Estudios a Guarulhos, appositamente costruiti per l'evento, come impianto per ospitare le gare. Il presidente della lega è l'ex calciatore Kaká; mentre tra i presidenti delle squadre figura l'ex Barcellona, Neymar, ma non Ronaldinho come precedentemente annunciato.

### Kings League France
La Kings League France ha preso il via il 6 aprile 2025. Le squadre partecipanti al torneo sono 8, e le partite si svolgono presso il Centro Esposizioni Paris-Nord Villepinte, nell’appositamente costruita Cupra Arena. Per quanto riguarda le personalità più celebri, si notano cinque calciatori in attività nel ruolo di presidenti della squadra 360 Nation, questi sono Mike Maignan, Jules Koundé, Aurélien Tchouaméni, Manu Koné, Bryan Mbeumo e Senny Mayulu. Inoltre l’ex calciatore Adil Rami è presidente della squadra Wolf Pack FC, mentre Samir Nasri è presidente del team F2R assieme a Jérémy Ménez, che ne è anche un giocatore. Sempre negli F2R gioca Benoît Costil, in qualità di Wildcard. Il 14 aprile, dopo la seconda giornata, Eduardo Camavinga viene annunciato come nuovo co-presidente della squadra Generation Seven.

La finale dei play-off del primo split, come annunciato il 14 aprile, si terrà all'Inalpi Arena di Torino il 22 maggio, assieme alla finale spagnola e a quella italiana.

### Kings League Germany
La Kings League Germany è iniziata il 12 aprile 2025. Anche qui le squadre partecipanti sono 8, e le partite si disputano all’appositamente costruita Cupra Arena, presso gli MMC Studios a Colonia.
Come negli altri Paesi le personalità di rilievo non mancano, a cominciare da Bastian Schweinsteiger, il presidente della lega, e poi tra i presidenti dei club, ci sono Mario Götze per i Vice Versa FC, Hasan Salihamidžić e suo figlio Nick per il team No Rules FC, Kenan Yildiz per i Futbolistas Locos FC, e Jann-Fiete Arp per i Tiki Tacker Fußball Freunde. Inoltre Sōkratīs Papastathopoulos è un giocatore draft della squadra ERA Colonia, dove gioca anche Moritz Leitner, ma come wildcard.

### Kings World Club Cup

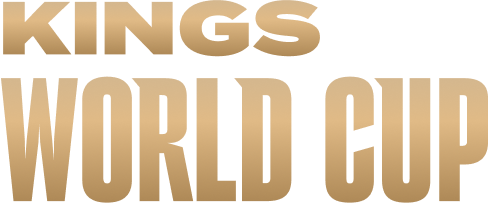
Il primo logo del format internazionale.

La Kings World Cup è il torneo che determina il campione mondiale della Kings League, a cui partecipano squadre dalle diverse leghe esistenti.
La prima edizione è stata annunciata ufficialmente il 7 novembre 2023 e si è tenuta in Messico dal 26 maggio all'8 giugno 2024 e ha incluso 10 squadre dalla Spagna, 10 dalle Americhe e 12 squadre da altri paesi, per un totale di 32 squadre. Le partite si sono giocate a Città del Messico per la fase iniziale, mentre quelle della Final Four si sono disputate allo Stadio BBVA di Monterrey e hanno visto gli spagnoli dei Porcinos FC prevalere per 5-3 sui brasiliani dei G3X FC. L'ex calciatore Zlatan Ibrahimović ha assunto il ruolo di presidente della prima edizione; mentre fa i vari partecipanti ad essa figurano ex calciatori come Mario Götze, Francesco Totti, Rio Ferdinand, Eden Hazard, Andrij Ševčenko e Yasser Al-Qahtani, ma anche personaggi dello spettacolo come il cantante Maluma.
Prima dell'inizio della stagione 2024-2025, in seguito alla creazione delle edizioni nazionali nei vari paesi (Italia, Francia, Brasile e Germania) del format della Kings League, il programma della Kings League World Cup ha subito delle modifiche. La competizione è stata rinominata Kings League World Cup Club e, il 24 marzo 2025, durante i draft della Kings League France, la Francia è stata annunciata come paese ospitante.  Alla competizione, è qualificata di diritto la squadra campione in carica.
Pochi giorni dopo, sono stati resi noti anche i criteri per la qualificazione delle squadre partecipanti:
- Kings League Spain/Américas (4 squadre ciascuna) - I vincitori degli split estivo e invernale 2024-2025, e le due squadre non ancora qualificate con il miglior punteggio aggregato nelle stagioni regolari delle due edizioni.
- Kings League Italia/Brazil/France (4 squadre ciascuna) - Le semifinaliste dello split invernale 2025
- Kings League Germany (3 squadre) - Solo per questa edizione, a seguito di una fase a eliminazione con vite: la prima ha vinto imbattuta fino alla finale, mentre la seconda ha ottenuto il pass vincendo il "Second Ticket" dopo essere passata dal tabellone di redemption e la terza è stata ripescata per decisione della lega.
- Wildcards' (8 squadre) - Includono alcune squadre provenienti da altre leghe, nuove franchigie internazionali e progetti speciali legati a personalità note del mondo sportivo e dell’intrattenimento, tra cui spiccano Sergio Agüero, Lamine Yamal e Jake Paul.[30]

### Kings World Cup Nations
La Kings World Cup Nations è un torneo per squadre nazionali, che si è disputato la prima volta nel gennaio 2025 in Italia. Al torneo hanno preso parte 16 nazionali; le partite hanno avuto luogo alla Kings League Arena di Milano mentre la finale si è tenuta all'Allianz Stadium di Torino. La manifestazione ha avuto un totale di oltre 100 milioni di spettatori e 1,5 miliardi di interazioni sui social media ed è stata trasmessa in diretta in oltre 60 paesi.

## Controversie
Sin dalla sua nascita la competizione ha dovuto affrontare critiche e controversie. Le prime sono state verso il format; aspetti come le wild card e le secret card, seppur molte di loro scelte dai tifosi tramite sondaggi su social media, sono state aspramente criticate. Persino il presidente de La Liga, Javier Tebas, ha mosso pareri negativi, definendo l'intera competizione un "circo".
Altri problemi e critiche sono state mosse nel 2023 per l'uso del Camp Nou per le finali di Kings, poiché quest'ultime erano state programmate nello stesso fine settimana in cui si sarebbe dovuto giocare l'El Clásico femminile tra Barcellona e Real Madrid. La scelta poi della dirigenza del Barcellona di dare priorità alla Kings League spostando la sede del derby al più piccolo Stadio Johan Cruijff ha influito negativamente, causando ulteriori critiche da parte dei tifosi blaugrana.